# Daszkowce
Daszkowce (ukr. Дашківці) – wieś na Ukrainie, w rejonie lityńskim, w obwodzie winnickim.

## Dwór
- dwór został uwieczniony na dwóch rysunkach Napoleona Ordy[1].

## Urodzeni
- Stanisław Strumilin
- Leon Koźmiński